# Communauté de communes de la Bourne à l'Isère
Pour les articles homonymes, voir CCBI.
La communauté de communes de la Bourne à l'Isère est une ancienne communauté de communes française, située dans le département de l'Isère et la région Auvergne-Rhône-Alpes.

## Composition
La communauté de communes regroupe 12 communes :
| Nom                       | Code Insee | Gentilé        | Superficie (km2) | Population (dernière pop. légale) | Densité (hab./km2) |
| ------------------------- | ---------- | -------------- | ---------------- | --------------------------------- | ------------------ |
| Pont-en-Royans (siège)    | 38319      | Ponténois      | 2,90             | 788 (2014)                        | 272                |
| Auberives-en-Royans       | 38018      | Albaripains    | 5,07             | 372 (2014)                        | 73                 |
| Beauvoir-en-Royans        | 38036      | Belvérois      | 2,10             | 87 (2014)                         | 41                 |
| Châtelus                  | 38092      | Chatellussiens | 12,30            | 95 (2014)                         | 7,7                |
| Choranche                 | 38108      | Choranchois    | 10,63            | 127 (2014)                        | 12                 |
| Izeron                    | 38195      | Izeronnais     | 17,19            | 712 (2014)                        | 41                 |
| Presles                   | 38322      | Preslins       | 25,68            | 92 (2014)                         | 3,6                |
| Rencurel                  | 38333      | Rencurellois   | 34,63            | 294 (2014)                        | 8,5                |
| Saint-André-en-Royans     | 38356      | Andréens       | 10,42            | 323 (2014)                        | 31                 |
| Saint-Just-de-Claix       | 38409      | Clajussiens    | 11,59            | 1 195 (2014)                      | 103                |
| Saint-Pierre-de-Chérennes | 38443      | Saint-Pierrois | 12,03            | 485 (2014)                        | 40                 |
| Saint-Romans              | 38453      | Saint-Romanais | 17,04            | 1 767 (2014)                      | 104                |

La CCBI a adhéré en 2006 au Syndicat Mixte Pays Sud Grésivaudan.

## Historique
Depuis le 1er mars 2016, le président est Frederic de Azzevedo, maire de Saint-André-en-Royans.
Le 1er janvier 2017, la communauté de communes du Sud Grésivaudan (nom provisoire, avec comme nom de marque Saint-Marcellin Vercors Isère) est créée issue de la fusion avec les communautés de communes du pays de Saint-Marcellin et Chambaran Vinay Vercors.

## Sources
- Le SPLAF
- La base ASPIC
- Site officiel